# Qian Dai
Ne doit pas être confondu avec Qian Zai.
 (septembre 2013).
Qian Dai ou Ch'ien Tai ou Ts'ien Tai, surnom: Wanshan Jushi, nom de pinceau: Kunyi est un peintre chinois du XVIIIe siècle, né à Xiushui (province du Jiangxi). Ses dates de naissance et de décès ne sont pas connues. On sait qu'il est actif vers le milieu du XVIIIe siècle.

## Biographie
Peintre et poète, Qian Dai est connu pour sa vaste culture de lettré.

En 1752, il passe les examens triennaux à la capitale et reçoit le titre de jinshi (lettré présenté).

De son vivant, ses peintures d'orchidées et de rochers sont extrêmement appréciées. L'une d'elles, conservée au National Palace Museum de Taipei: Paysage d'après un poème de Zhang Yan, représente des orchidées poussant à profusion près d'un rocher; elles sont travaillées à la brosse sèche, avec une fluidité certaine, dans un style vigoureux et harmonieux.